# Sérénade sur des thèmes d'Anna Bolena
La Sérénade sur des thèmes d'Anna Bolena est un septuor pour piano, harpe, basson, cor, alto, violoncelle et contrebasse de Mikhaïl Glinka, écrite en 1832.

## Contexte et création
C'est après avoir entendu Cyrilla et Emilia Branca jouer l'une du piano l'autre de la harpe à Milan que Mikhaïl Glinka a l'idée d'écrire « une sérénade sur les airs successifs d'Anne Boleyn ». D'après les Mémoires du compositeur, « une fois terminée, on décida de la donner sur la terrasse des Branca à Milan. On en espérait un formidable effet, alors que nous n'avions effectué aucun essai acoustique préalable. Lors de la création, les sons se dispersent à tous vents, ne permettant aux auditeurs, ni aux interprètes, d'entendre et de s'entendre ».

## Structure
L'œuvre se compose de sept mouvements joués sans interruption : 
1. Largo
2. Cantabile assai
3. Moderato
4. Larghetto
5. Presto
6. Andante cantabile
7. Allegro moderato

La durée d'exécution est d'environ vingt minutes.

## Analyse

### Largo
L'ouverture se fait par un Largo.

### Cantabile assai
Le Cantabile assai est un épisode en forme de valse, qui s'appuie sur l'air du premier acte de Anna Bolena.

### Moderato
Ce mouvement est un thème suivi de deux variations en lui-même.

### Larghetto
Le Larghetto se base sur les thèmes du terzetto du deuxième acte.

### Presto
Dans ce mouvement, vif et impétueux, c'est l'air du roi Henri qui se fait entendre.

### Andante cantabile
C'est l'un des mouvements les plus gracieux du septuor, formant un semblant de portrait d'Anne Boleyn.

### Allegro moderato
Le mouvement final est constitué de deux épisodes. Il reprend les thèmes précédemment utilisés et anticipe l'air final de l'héroïne.